# Protecteur du citoyen (Haïti)
Pour les articles homonymes, voir Protecteur du citoyen.
Le protecteur du citoyen et de la citoyenne est un ombudsman. Il a été institué à  Haïti en 1987. Placé à l'Office de la Protection du Citoyen (OPC) qui est une institution indépendante chargée d'assurer la protection de tout individu victime des abus de l'Administration Publique et de veiller sur respect des Droits Humains par l'Etat. 

## Histoire
Prévu par la Constitution de 1987, c'est la loi du 20 juillet 2012 abrogeant le décret du 16 octobre 1995 qui détermine l'organisation, les attributions et le fonctionnement de l'Office.  le premier protecteur a été nommé par arrêté présidentiel le 13 mai 1996. Le 9 juillet 2009 a reçu un manuel de procédures de traitement des plaintes des Avocats sans frontières Canada (ASFC).

## Institution
Le protecteur du citoyen et de la citoyenne est choisi par consensus entre le président de la République, le président du sénat et le président de la chambre des députés. Le mandat du protecteur du citoyen est de sept ans, non renouvelable. La Constitution de 1987 lui accorde une attention particulière aux femmes, aux enfants, aux personnes âgées, aux détenus et aux personnes en situation de handicap.
Le bureau central de l’OPC se trouve à Port-au-Prince et les bureaux régionaux à Port-de-Paix, Fort-Liberté, Jacmel, Anse-à-Veau, Cayes, Hinche et Saint-Marc.

## Procédures
La saisine peut se faire par écrit ou la victime se présente personnellement dans l'un des bureaux de l'Office de la Protection du Citoyen.

## Relations internationales
- aides financières de l'ombudsman Français à son homologue Haïtien en 2000[3].
- Depuis 2017 partenaire d’ASFC dans la mise en œuvre du projet Accès à la justice et lutte contre l’impunité en Haïti (AJULIH)[1]

## Les protecteurs du citoyen à Haïti
- Dr. Louis E. ROY, nommé par arrêté présidentiel du 13 mai 1996.  Frappé d'incapacité physique, il démissionna en 2001
- Madame Florence ELIE, Protectrice-adjointe, assura l'intérim jusqu'au 30 mai 2002
- Necker DESSABLES (31 mai 2002 - 30 mai 2009) [4]
- Madame Florence ELIE (2009 - 2016)
- Monsieur Renan HEDOUVILLE ( 31 octobre 2017- 31 octobre 2024
- Monsieur Jean Wilner MORIN, Protecteur ad-interim ( depuis 21 novembre 2024)